# 제페토 빌드잇
《제페토 빌드잇》(영어: ZEPETO build it)은 2019년 12월에 오픈한 ZEPETO 내 월드 제작 샌드박스 서비스이다.
다양한 블록과 테마 오브젝트를 무료로 제공하며, 이를 이용하여 ZEPETO 유저들이 뛰놀 수 있는 가상 세계를 제작할 수 있다.
제작한 크리에이터 맵은 ZEPETO 내 월드에 공개할 수 있으며 모바일로 자유롭게 플레이할 수 있다.

## 오브젝트 및 기능

#### 오브젝트
2020년 8월을 기준으로 12개가 테마가 있으며, 지속적으로 업데이트가 이루어지고 있다.
테마 오브젝트 외에 기본적인 도형의 블록들과 이미지(JPG, PNG)를 넣을 수 있는 Custom 오브젝트, Light 오브젝트, 캐릭터와 상호 작용을 할 수 있는 Posing 오브젝트 등으로 구성되어 있다.

#### 기본 기능
오브젝트의 이동/회전/크기 조절과 정렬 및 위치를 고정시키는 기능을 활용하여, 오브젝트를 다양하게 배치할 수 있다.

#### 환경 기능
크리에이터 맵 내 유저의 속도/점프 제어, 빌드잇 자체 제공 BGM, 하늘 색 변경, 지형 크기, 지형 브러쉬 등이 있다.

## 테마
다음은 제페토 빌드잇에서 이용할 수 있는 오브젝트의 테마 리스트이다.
- Theme Park : 놀이동산 컨셉의 오브젝트로 이루어진 테마. ZEPETO 월드 내 ‘테마파크, 테마파크(밤)’ 맵의 오브젝트로 이루어져 있다.
- Classroom : 교실 컨셉의 오브젝트로 이루어진 테마. ZEPETO 월드 내 ‘교실, 심야교실’ 맵의 오브젝트로 이루어져 있다.
- Wedding : 웨딩 컨셉의 오브젝트로 이루어진 테마. ZEPETO 월드 내 ‘가든웨딩, 가든웨딩(밤)’ 맵의 오브젝트로 이루어져 있다.
- City : 도시 컨셉의 오브젝트로 이루어진 테마. ZEPETO 월드 내 ‘다운타운, 다운타운(밤), 비치타운, 비치타운(밤)’ 맵의 오브젝트로 이루어져 있다.
- Cooltime : 건물, 블록, 자연물 등 다양한 오브젝트로 이루어진 테마. ZEPETO 월드 내 ’모험가마을’ 맵의 오브젝트로 이루어져 있다.
- Sugar Land : 과자 나라 컨셉 오브젝트로 이루어진 테마.
- Paradise : 중국 판타지풍의 오브젝트로 이루어진 테마. ZEPETO 월드 내 ‘무릉 도원, 무릉 도원(밤)’ 맵의 오브젝트로 이루어져 있다.
- Cherry Blossom : 벚꽃 컨셉의 오브젝트로 이루어진 테마. ZEPETO 월드 내 ‘벚꽃 정원, 벚꽃 정원(밤)’ 맵의 오브젝트로 이루어져 있다.
- Prison : 감옥 컨셉의 오브젝트로 이루어진 테마. ZEPETO 월드의 ‘감옥탈출’ 맵의 오브젝트로 이루어져 있다. 주로 탈출 맵 제작에 쓰인다.
- Survival Athletic : 사이버 컨셉의 오브젝트로 이루어진 테마. 역동적인 맵 제작에 쓰인다.
- Jump Stadium : 점프 맵 오브젝트로 이루어진 테마. ZEPETO 월드의 ‘점프스타디움’ 맵의 오브젝트로 이루어져 있다. 주로 점프 맵 제작에 쓰인다.
- Summer Party : 썸머페스티벌 컨셉의 오브젝트로 이루어진 테마. ZEPETO 월드의 ‘비치타운, 비치타운(밤)’ 맵의 오브젝트로 이루어져 있다.

## 마스코트
제페토 빌드잇은 2020년 4월 29일에 ZEPETO 앱 내에서 빌드잇의 공식 마스코트 캐릭터 ‘빌디(billdy)’를 공개하였다. 

빌디는 계정 내 피드 이미지 및 영상으로 빌드잇에 관련된 업데이트 사항 및 이벤트를 안내해주고 있다. 